# Erzgebirgskamm am Kleinen Kranichsee
Erzgebirgskamm am Kleinen Kranichsee este o arie protejată (arie specială de conservare — SAC, sit de importanță comunitară — SCI) din Germania întinsă pe o suprafață de 330 ha, integral pe uscat.

## Localizare
Centrul sitului Erzgebirgskamm am Kleinen Kranichsee este situat la coordonatele 50°24′59″N 12°40′06″E / 50.4164°N 12.6683°E.

## Înființare
Situl Erzgebirgskamm am Kleinen Kranichsee a fost declarat sit de importanță comunitară în iunie 2002 pentru a proteja un număr necunoscut de specii din flora spontană și fauna sălbatică aflate în arealul zonei. Situl a fost protejat și ca arie specială de conservare în aprilie 2011.

## Biodiversitate
Situată în ecoregiunea continentală, aria protejată conține 7 habitate naturale: Pajiști uscate europene, Formațiuni ierboase bogate în specii de Nardus, dezvoltate pe substraturi silicioase în zone montane (și în zone submontane, în Europa continentală), Fânețe montane, Turbării active, Mlaștini turboase de tranziție și turbării mișcătoare, Mlaștini împădurite, Păduri acidofile de Picea de la nivel montan la nivel alpin (Vaccinio-Piceetea).
La baza desemnării sitului se află un număr nedeclarat de specii protejate: